# Union sportive municipale de Gagny
Dernière mise à jour : 16 juillet 2020.
L'Union sportive municipale de Gagny est un club omnisports français fondé en 1902 et basé à Gagny en Seine-Saint-Denis. La section "Handball" dont il est question ici a été fondée en 1948.
Le club est particulièrement connu pour ses sections de handball masculin et féminin qui ont rapporté neuf titres de champion de France et quatre Coupes de France (masculins et féminines confondus) dans les années 1980.
Dans le sillage des Barjots, le handball français se professionnalise dans les années 1990. Si, en 1984, Gagny est l'une des premières équipes françaises à avoir trouvé un sponsor, le club rate le train en marche. Plombé par des finances exsangues et un déficit abyssal, Gagny dépose le bilan en 1996.

## Historique
La section handball de l'USM Gagny a vu le jour en 1948 sous l'impulsion de M. Raymond Valenet alors vice-président de la FFFHB. À l'origine, cette section fut créée pour permettre aux jeunes de la ville de pratiquer un sport à l'échelon local. Ces joueurs étaient issus en majorité du Groupe scolaire Paul Laguesse, et la section ne comprenait que 2 équipes masculines (1 minimes et 1 cadets). Après deux saisons très difficiles où il fallait faire avec les moyens du bord, une équipe seniors est créée en 1950 pour permettre une progression normale,.
En 1971, la section  masculine est champion de France Excellence (D3) puis accède à l' élite en 1973 après avoir atteint les demi-finales de champion de France Nationale II.
Quant à la section féminine, c'est en 1982 qu'elle est promue en Nationale 1.
Une grande salle est construite en 1984.

## Handball masculin

### Palmarès
- Championnat de France

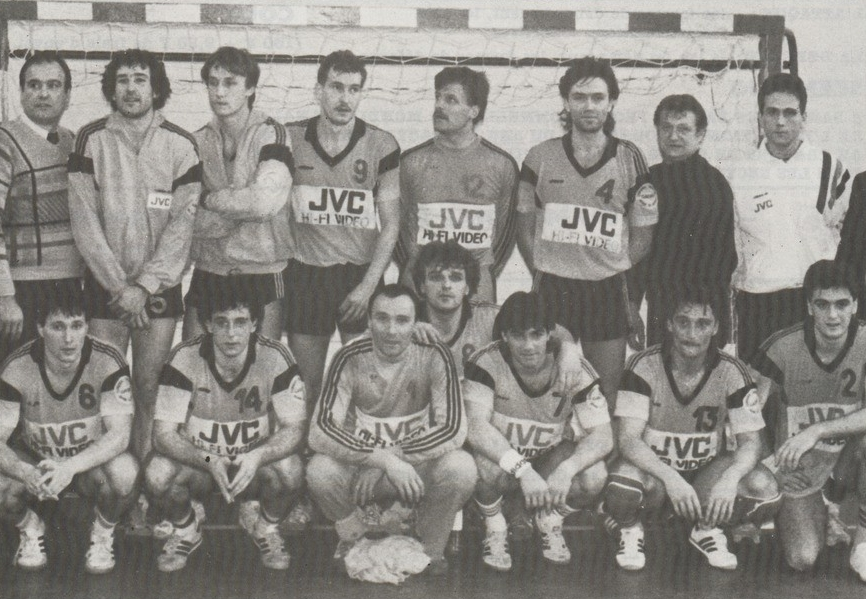
L'effectif de l'USM Gagny, Champion de France 1985-1986.

  - Vainqueur (5) : 1981, 1982, 1985, 1986 et 1987
  - Deuxième (2) : 1980, 1984
  - Troisième (3) : 1988, 1989 et 1990
- Coupe de France
  - Vainqueur (1) : 1987
  - Finaliste (2) : 1985 et 1990
- Championnat de France Excellence (D3)
  - Vainqueur (1) : 1971[4]

### Personnalités liées au club
Parmi les joueurs célèbres, on trouve :
- Joël Abati : de 1992 à 1995
- Dominique Bouziane : dans les années 1970
- Éric Cailleaux : de 1977 à 1983 et 1984 à 1993
- Nicolas Cochery : de 1985 à ?
- Eddie Couriol : de ? à ?
- Dominique Deschamps : de 1986 à 1989
- Frédéric Dole : de 1995 à 1996
- Francis Franck : de 1994 à 1995
- Philippe Gardent : de 1985 à 1990
- Jean-Michel Germain : de 1970 à 1975
- Philippe Germain : de jusqu'en 1986
- Jan Hamers  : de 1986 à ?
- François-Xavier Houlet : de 1990 à 1992
- Patrick Lepetit : de 1993 à 1994
- Franck Maurice : de 1981 à 1995
- Philippe Médard : de 1981 à 1987
- Gaël Monthurel : de 1993 à 1995
- Sylvain Nouet : de 1978 à 1985
- Thierry Perreux : de 1980 (formé au club) à 1991
- Frédéric Perez : de 1991 à 1994
- Stéphane Plantin : de 1986 (formé au club) à 1994
- Jean-Michel Serinet : de 1979 à 1986

Parmi les dirigeants, on trouve :
- Jean Valenet : président de 1968 à 1983[7]
- Claude Rouffaud : président dans les années 1980[8]
- Jean-Michel Germain : entraîneur de 1970 à 1992
- Jean-Paul Krumbholz : entraîneur de 1992 à 1995
- Philippe Germain : entraîneur de 1995 à 1996

## Handball féminin

### Palmarès
- Championnat de France
  - Vainqueur (4) : 1985, 1987, 1991 et 1992
  - Deuxième (5) : 1986, 1989, 1990, 1993, 1994
- Coupe de France
  - Vainqueur (3) : 1985, 1992 et 1993
  - Finaliste (2) : 1990, 1994

### Joueuses célèbres
- Isabelle Alexandre, internationale A
- Sandra Erndt, internationale A
- Anne Loaëc, joueuse dans les années 1980-1990, 218 sélections en éq. de France
- Christine Manenc, internationale A
- Christelle Marchand, joueuse de 1990 à 1995
- Carole Martin, joueuse de 1984 à 1989, 208 sélections en éq. de France
- Isabelle Milon, internationale A
- / Ljiljana Mugoša, joueuse de février 1989 à 1993
- / Svetlana Mugoša-Antić, joueuse de 1992 à 1994
- Valérie Nicolas, joueuse de 1993 à 1995
- Corinne Ouakif, internationale A
- Odile Queguiner, internationale A
- Valérie Sartorio, internationale A
- Brigitte Smith, internationale A
- Mézuela Servier, internationale A, joueuse de 1989 à 1994

### Entraineurs
- Yvon Senlanne (entraineur équipe de France junior féminine)
- Dominique Bouzianne
- Brigitte Penati